# Список умерших в 1138 году

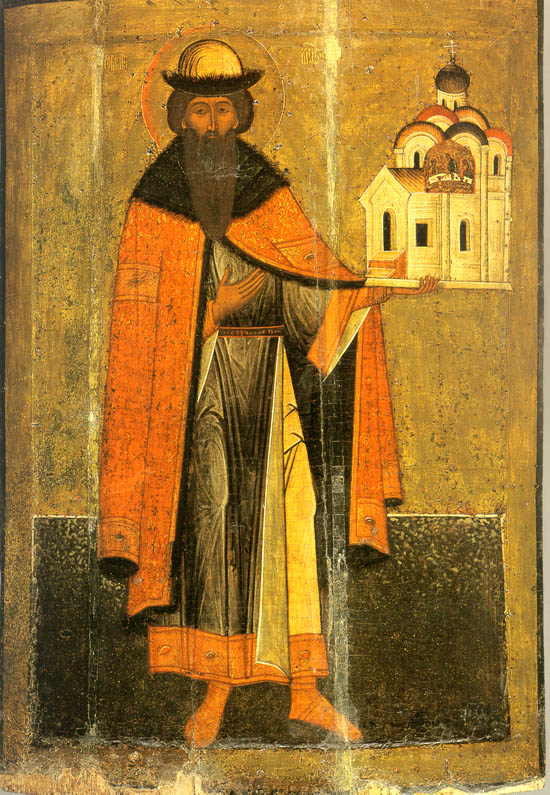
Всеволод Мстиславич

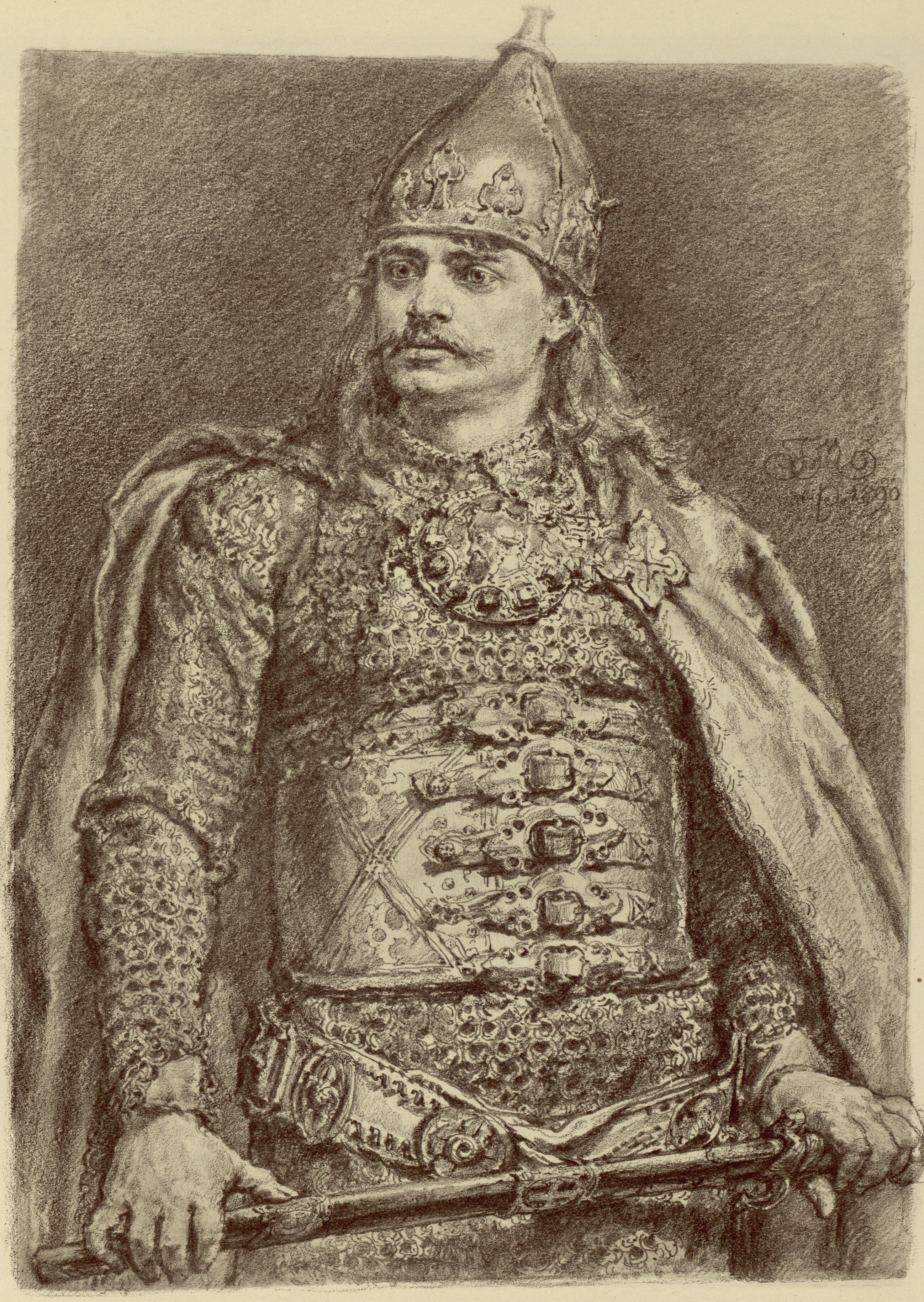
Болеслав III Кривоустый

В этой статье представлен список известных людей, умерших в 1138 году.
См. также: Категория:Умершие в 1138 году

## Январь
- 25 января — Анаклет II — антипапа (1130—1138)

## Февраль
- 9 февраля — Кийа Бузург-Умид — даи и второй правитель Низаритского исмаилитского государства.
- 11 февраля — Всеволод Мстиславич — князь новгородский (1117—1132. 1132—1136), последний князь новгородского княжества, святой православной церкви.

## Март
- Гонсало Пелаэс — крупный астурийский магнат, фактический правитель Астурии.

## Май
- 11 мая — Вильгельм де Варенн — граф Суррей (1088—1138)

## Июнь
- 6 июня — Аль-Рашид — аббасидский халиф Багдадского халифата (1135—1136).
- 25 июня — Ибн Хафаджа аль-Андалуси — арабский поэт из мусульманской Испании (аль-Андалус).

## Август
- 12 августа — Суэро Бермудес — астурийский дворянин, крупный землевладелец, покровитель церквей, региональный губернатор и военный лидер.
- 22 августа —  Госпатрик II — первый граф Данбар (1115—1138).

## Сентябрь
- 30 сентября — Регинмар[нем.] — епископ Пассау (1121—1138)

## Октябрь
- 27 октября — Гиг I де Форе — граф Лиона и Форе (с 1107/1117).
- 28 октября — Болеслав III Кривоустый — князь Польши (1102—1138)

## Дата неизвестна или требует уточнения
- Арва аль-Сулайхи — правительница Йемена (1067—1138).
- Ибн Баджа — арабский философ
- Базвадж — военачальник, служивший Буридам Дамаска.
- Балдуин I[англ.] — сеньор Рамлы (1134—1138)
- Герард Клервосский[англ.] — брат Бернарда Клервоского, святой римско-католической церкви[1].
- Глеб Ольгович — князь курский.
- Гуго Одноглазый де Шомон[фр.] — коннетабль Франции (1108—1138)
- Дезидерио — католический церковный деятель.
- Констанция Сицилийская[англ.] — королева-консорт Германии и королева-консорт Италии (1095—1098), жена Конрада
- Кормак Мак Картайг — гэльский ирландский правитель, король Десмонда (1123—1127, 1127—1138).
- Ли Тхан Тонг[англ.] — вьетнамский император (1127—1138) из династии Ли.
- Люси из Болингброка — графиня-консорт Честер (1120—1129), жена герцога Ранульфа ле Мешена.
- Пандульф Пизанский — кардинал-дьякон церкви Косьмы и Дамиана (1136—1138), биограф
- Роберт I[англ.] — граф Конверсано (1132—1138)
- Танкред — князь Бари и князь Таранто (1132—1138).
- Хравн сын Ульвхедина[исп.] — исландский законоговоритель (1135—1138)
- Христиан[англ.] — епископ Клогера (1126—1138), святой римско-католической церкви.
- Ху Аньго — китайский каноновед эпохи Северная Сун.
- Эрменгарда — графиня Цюфтена (1118—1138)